# Mustefa Kedir
Mustefa Kedir Tebo (Ethiopië, 11 september 1997) is een langeafstandsloper die in Nederland woont en uitkomt voor Prins Hendrik uit Vught.

## Biografie
Kedir komt uit de Ethiopische regio Oromia, waar hij als groot hardlooptalent werd gezien. Hij kon het sporten combineren met een baan als monteur in het leger. Na het uitbreken van een burgeroorlog moest Kedir gaan vechten tegen mensen uit zijn eigen regio. Dat kon hij niet opbrengen. In 2022 vluchtte hij via Duitsland naar Nederland. Na een verblijf in Aanmeldcentrum Ter Apel, ging hij naar Boxtel, en kwam hij al snel terecht in een asielzoekerscentrum in Den Bosch. Daar woont hij met twee landgenoten in een container.
Twee jaar na zijn komst heeft Kedir nog geen uitsluitsel of hij mag blijven. Ondertussen liep hij in 2024 op de lange afstanden dicht bij de wereldtop. In het kielzog van Mike Foppen werd hij bij de Zevenheuvelenloop zesde. Er waren maar twaalf atleten op de jaarranglijst sneller. Hij won de Groet uit Schoorl Run, werd tweede in de Parelloop, Tilburg Ten Miles, en in de City-Pier-City Loop achter Abdi Nageeye. Bij de Nederlandse veldloopkampioenschappen in Eersel, halverwege december 2024, werd Kedir met ruime voorsprong eerste, maar dat was buiten mededinging. De Atletiekunie heeft bij de Immigratie- en Naturalisatiedienst gepleit voor spoedige naturalisatie, zodat hij voor Nederland kan uitkomen.

## Persoonlijke records
Baan
| Onderdeel | Prestatie | Datum       | Plaats   |
| --------- | --------- | ----------- | -------- |
| 5000 m    | 14.07,51  | 19 mei 2024 | Den Haag |

Weg
| Onderdeel      | Prestatie | Datum            | Plaats    |
| -------------- | --------- | ---------------- | --------- |
| 10 km          | 28.38     | 11 februari 2024 | Schoorl   |
| 15 km          | 43.27     | 17 november 2024 | Nijmegen  |
| halve marathon | 1:00.48   | 10 maart 2024    | Den Haag  |
| marathon       | 2:07.49   | 17 oktober 2021  | Amsterdam |

## Palmares

### 10 km
- 2018: 10e Addis Abeba Great Ethiopian Run - 29.43
- 2024:  Groet uit Schoorl Run - 28.38
- 2024:  Parelloop Brunssum - 29.20

### 15 km
- 2023: 6e Zevenheuvelenloop - 44.04
- 2023: 4e Montferland Run - 43.43
- 2024: 6e Zevenheuvelenloop - 43.27

### 10 Eng. mijl
- 2024:  Tilburg Ten Miles - 46.55

### halve marathon
- 2018: 5e halve marathon van Boekarest - 1:02.35
- 2023: 6e Halve marathon van Zwolle - 1:04.05
- 2023:  Bredase Singelloop - 1:03.16
- 2024:  City-Pier-City Loop - 1:00.48
- 2024:  Bredase Singelloop - 1:02.55

### marathon
- 2021: 16e marathon van Amsterdam - 2:07.49

### veldlopen
- 2024: 1e NK (E3 Strand Eersel = 9,7 km) - 29.07 (buiten mededinging)